# Tropidolaemus
Tropidolaemus – rodzaj jadowitych węży z podrodziny grzechotników (Crotalinae) w rodzinie żmijowatych (Viperidae).

## Zasięg występowania
Rodzaj obejmuje gatunki występujące w południowej i południowo-wschodniej Azji (Indie, Tajlandia, Wietnam, Malezja, Singapur, Filipiny, Brunei i Indonezja).

## Systematyka

### Etymologia
Tropidolaemus: gr. τροπις tropis, τροπιδος tropidos „kil statku”; λαιμος laimos „gardło”.

### Podział systematyczny
Do rodzaju należą następujące gatunki: 
- Tropidolaemus huttoni (Smith, 1949)
- Tropidolaemus laticinctus Kuch, Gumprecht & Melaun, 2007
- Tropidolaemus philippensis (Gray, 1842) – trwożnica filipińska[5]
- Tropidolaemus subannulatus (Gray, 1842)
- Tropidolaemus wagleri (Boie, 1827) – trwożnica Waglera[6]